# Anagyrus pulchricornis
Anagyrus pulchricornis är en stekelart som först beskrevs av Howard 1894.  Anagyrus pulchricornis ingår i släktet Anagyrus och familjen sköldlussteklar. Inga underarter finns listade i Catalogue of Life.